# Dragostea din tei
Dragostea din tei (pol. dosł. „Miłość pod lipą”) – singel mołdawskiego zespołu O-Zone, w którego skład wchodzili Dan Bălan, Arsenie Todiraș i Radu Sârbu.
Singel został nagrany w kwietniu 2003.

## Historia
W latach 2004–2005 utwór zyskał ogromną popularność. Tekst utworu mówi o tym, że pewien chłopak mówi dziewczynie, że marzy o tytułowej „Miłości pod lipą”. W teledysku wystąpiło trzech chłopaków, którzy tańczą na skrzydle samolotu. Co jakiś czas pojawiały się animowane postacie czy nagrania ze studia nagraniowego. Grupa O-Zone w 2005 została rozwiązana;

## Nawiązania
W Ameryce utwór zdobył popularność gdy 19-letni Gary Brolsma stworzył parodię fonetyczną piosenki – „Numa numa”.
Utwór doczekał się różnych coverów, np. w Polsce Kabaret pod Wyrwigroszem nagrał utwór Wyrwij kleszcza. Większość z coverów została nagrana w Europie, lecz niektóre powstały w krajach, takich jak Tajlandia czy Indonezja.
Cover piosenki nagrała rumuńska piosenkarka mieszkająca we Włoszech Haiducii (Paula Mitrache).
Sample z „Dragostea din tei” zostały wykorzystane m.in. przez amerykańskiego producenta Just Blaze’a w utworze „Live Your Life” wykonywanym przez rapera T.I. z gościnnym udziałem Rihanny i przez francuskiego producenta Davida Guettę w piosence „I Don’t Wanna Wait” nagranej przez amerykański zespół OneRepublic.

## Notowania na listach przebojów
| Kraj/Region       | Lista (2003/2004)  | Najwyższa pozycja |
| ----------------- | ------------------ | ----------------- |
| Austria           | Singles Top 75     | 1                 |
| Szwajcaria        | Singles Top 100    | 1                 |
| Holandia          | Single Top 100     | 1                 |
| Niemcy            | Top 100 Singles    | 1                 |
| Belgia (Walonia)  | Ultratop 50        | 1                 |
| Francja           | Top 100 Singles    | 1                 |
| Dania             | Tracklisten Top 20 | 1                 |
| Irlandia          | Top 100 Singles    | 1                 |
| Norwegia          | Top 20 Singles     | 1                 |
| Rumunia           | Romanian Top 100   | 1                 |
| Wielka Brytania   | Singles Top 200    | 1                 |
| Belgia (Flandria) | Ultratop 50        | 2                 |
| Finlandia         | Top 20 Singles     | 2                 |
| Szwecja           | Top 60 Singles     | 3                 |
| Włochy            | Top 20 Singles     | 17                |